# یواس‌اس سومنر (ای‌جی‌اس-۵)
یواس‌اس سومنر (ای‌جی‌اس-۵) (به انگلیسی: USS Sumner (AGS-5)) یک کشتی است که طول آن ۳۵۰ فوت ۶ اینچ (۱۰۶٫۸۳ متر) می‌باشد. این کشتی در سال ۱۹۱۵ ساخته شد.